# کرخ، افغانستان
کَرُخ  یک منطقهٔ مسکونی در افغانستان است که در ولسوالی کرخ واقع شده‌است. کرخ ۱٬۳۲۰ متر بالاتر از سطح دریا واقع شده‌است.